# Aplocera poneformata
Aplocera poneformata är en fjärilsart som beskrevs av Otto Staudinger 1896. Aplocera poneformata ingår i släktet Aplocera och familjen mätare. Inga underarter finns listade i Catalogue of Life.